# Collapse into Now
Collapse into Now är det amerikanska alternativa rockbandet R.E.M.:s femtonde och sista studioalbum, utgivet i mars 2011. Liksom föregångaren Accelerate producerades det av R.E.M. och Jacknife Lee.
Patti Smith, som tidigare samarbetat med gruppen på låten "E-Bow the Letter", sjunger på avslutningsspåret "Blue". Andra gäster på albumet är Eddie Vedder, Peaches, Lenny Kaye och Joel Gibb.

## Låtlista
Samtliga låtar skrivna av Peter Buck, Mike Mills och Michael Stipe, om annat inte anges.
1. "Discoverer" - 3:32
2. "All the Best" - 2:46
3. "Überlin" - 4:17
4. "Oh My Heart" (Peter Buck, Mike Mills, Michael Stipe, Scott McCaughey) - 3:22
5. "It Happened Today" - 3:51
6. "Every Day Is Yours to Win" - 3:26
7. "Mine Smell Like Honey" - 3:14
8. "Walk It Back" - 3:27
9. "Alligator_Aviator_Autopilot_Antimatter" - 2:45
10. "That Someone Is You" - 1:44
11. "Me, Marlon Brando, Marlon Brando and I" - 3:06
12. "Blue" (Peter Buck, Mike Mills, Michael Stipe, Patti Smith) - 5:49